# Canal Jones
El canal Jones (Jones Channel en inglés) es un canal helado de unos 15 km de largo y entre 2 y 4 km de ancho. Se encuentra entre la isla Blaiklock y el sur de la península Arrowsmith, en la Costa Loubet, y conecta el fiordo Bigourdan y el fiordo Bourgeois, frente a la costa oeste de la Tierra de Graham. Hasta 2003 estaba ocupado por la plataforma de hielo Jones.
Recibe su nombre en honor de Harold D. Jones, un mecánico de aeronaves del Falkland Islands Dependencies Survey de la Isla Stonington entre 1947 y 1949. Fue miembro del equipo de la FIDS que descubrió, cartografió y cruzó en trineo el canal en noviembre de 1949, cuando se descubrió que estaba bloqueado por una plataforma de hielo que sobresalía tres metros sobre el nivel del mar. Fue fotografiado desde el aire en 1957 por la Falkland Islands and Dependencies Aerial Survey Expedition.